# 拉尔夫·布雷耶
拉尔夫·布雷耶（英語：Ralph Breyer，1904年2月23日—1991年5月8日），美国男子游泳运动员。他曾代表美国参加1924年夏季奥林匹克运动会游泳比赛，获得男子4×200米自由泳接力金牌。